# Li Jieqiang
Li Jieqiang, född 25 maj 1959, är en friidrottare från Kina. Han deltog vid olympiska sommarspelen 1984.